# Тилинг, Рейнхольд
Рейнхольд Тилинг (нем. Reinhold Tiling; 13 июня 1893, Абсберг — 11 октября 1933, Бомте) — немецкий инженер, авиатор и один из основоположников ракетостроения.

## Биография
Тилинг родился в семье священника в Абсберге в Баварии. Изучал инженерное дело и электротехнику. В начале Первой мировой войны он поступил на военную службу. В 1915 году стал военным пилотом.
В 1926 году Тилинг занял место диспетчера аэропорта Оснабрюк. В это же время он увлекся ракетной техникой, возможно под влиянием книги Германа Оберта о ракете для полёта к другим планетам (нем. Die Rakete zu den Planetenräumen). Первые эксперименты провёл в 1928. Работы Тилинга вызывали интерес, он пользовался поддержкой со стороны меценатов и друзей. К примеру, Гисберт Фрайхерр фон Ледебур предоставил в пользование Тилингу свою мастерскую в замке Аренсхорст, Бомте.
Несмотря на поддержку, Тилинг испытывал финансовые затруднения. 10 октября 1933 года в мастерской в Аренсхорсте произошёл взрыв твёрдого ракетного топлива, в результате которого Рейнхольд Тилинг, его помощница Ангела Будденбёмер и механик Фридрих Кур получили серьёзные ожоги. На следующий день они скончались.

## Достижения

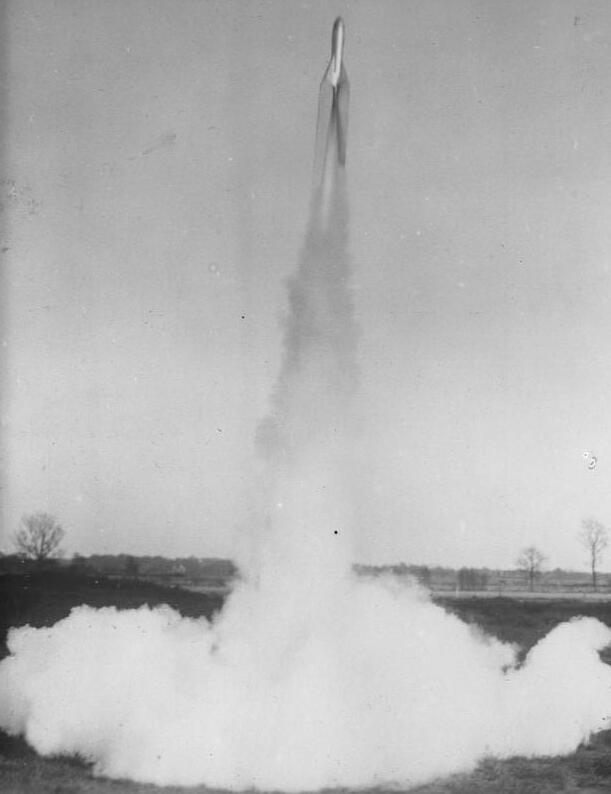
Старт почтовой ракеты 15 апреля 1931 в Дюммере

- Тилинг разработал реактивные суда многоразового применения, которые запускались за счёт реактивной тяги, а спускались на крыльях. Построенные по этому принципу челноки и в настоящее время используются американским космическим агентством.
- 13 марта 1931 года Тилинг совместно с нем. Karl Poggensee запустил твердотопливную ракету на высоту 1800 метров. Полёт продолжался 11 секунд.
- 15 апреля 1931 года Тилинг представил широкой публике первую почтовую ракету, доставившую 188 открыток. Дальнейшие испытания показали надёжность и эффективность его конструкции. Ракеты получили известность в Германии, а также привлекли внимание публики к достижениям немецкого военно-морского флота, разрабатывавшего ракеты с 1929 года.

## Интересные факты
- В 1970 году, в честь Тилинга назван кратер на обратной стороне Луны (Tiling, SAI Index 1842, диаметр 43 км, IAU longitude 227.4, IAU latitude −53.1)[1], лунные координаты — 53°06′ ю. ш. 132°36′ з. д. / 53,1° ю. ш. 132,6° з. д.G.